# Okrąnglak vasúti körfűtőház
Koordináták: é. sz. 53° 08′ 33″, k. h. 16° 45′ 08″53.142500°N 16.752222°E

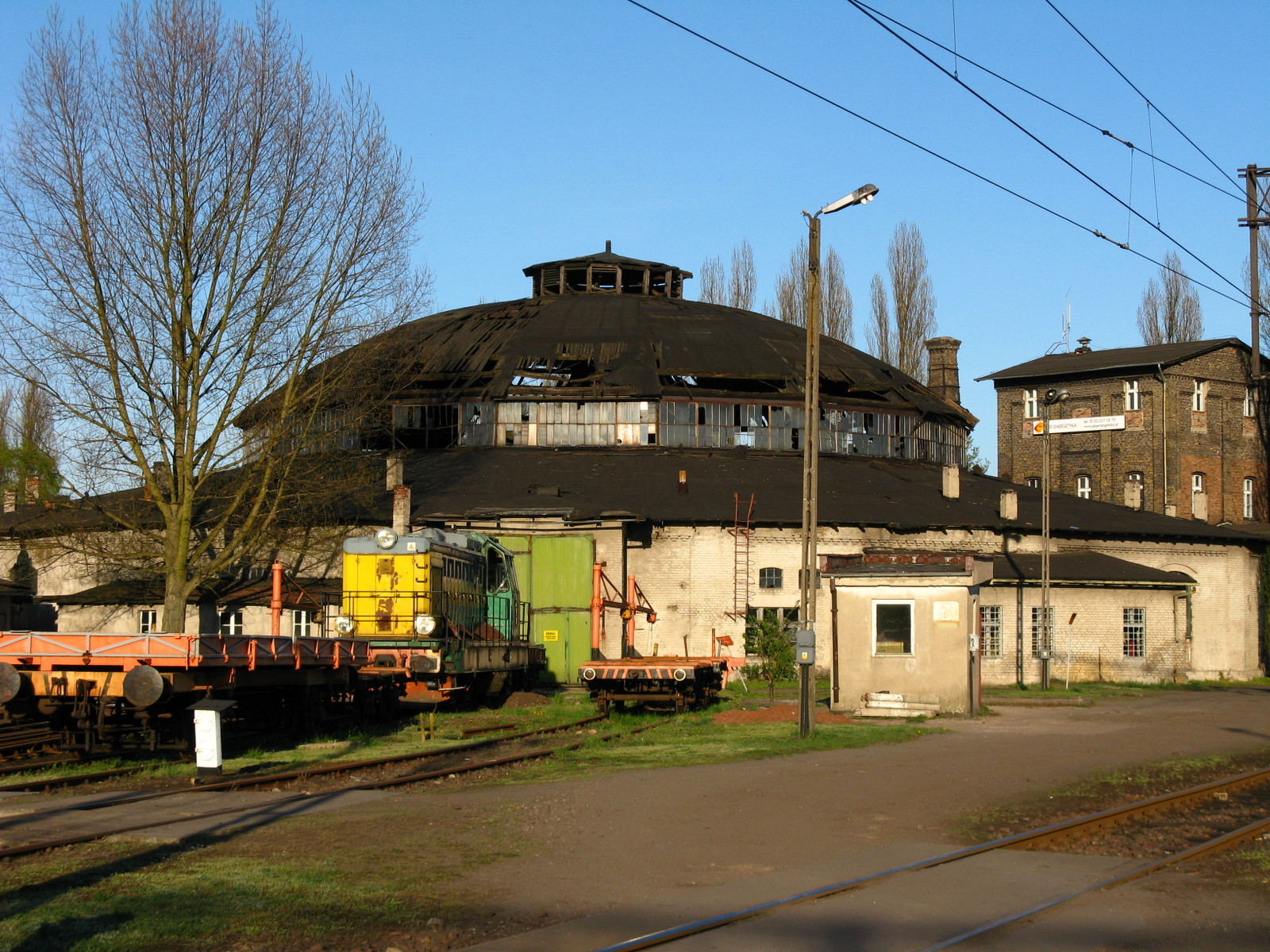
OKRĄGLAK vasúti körfűtőház

Az Okrąnglak vasúti körfűtőház egy vasúti körfűtőház a lengyelországi Piła városában, melyet az 1870-es évek elején építettek. Az épület a korabeli vidék vasútfejlődésében fontos szerepet játszott. A nem mindennapi építészeti stílusban épült körfűtőház Európa szerte ismertté vált. Az 1990-es években elhagyatottá vált, állagát próbálják megóvni.